# Alella tarakihi
Alella tarakihi är en kräftdjursart som beskrevs av Hewitt och Blackwell 1987. Alella tarakihi ingår som enda art i släktet Alella och familjen Lernaeopodidae. Inga underarter finns listade i Catalogue of Life.